# Mammillaria mercadensis
Mammillaria mercadensis (укр. Мамілярія меркадська, мамілярія меркадензис) — сукулентна рослина з роду мамілярія (Mammillaria) родини кактусових (Cactaceae).

## Історія

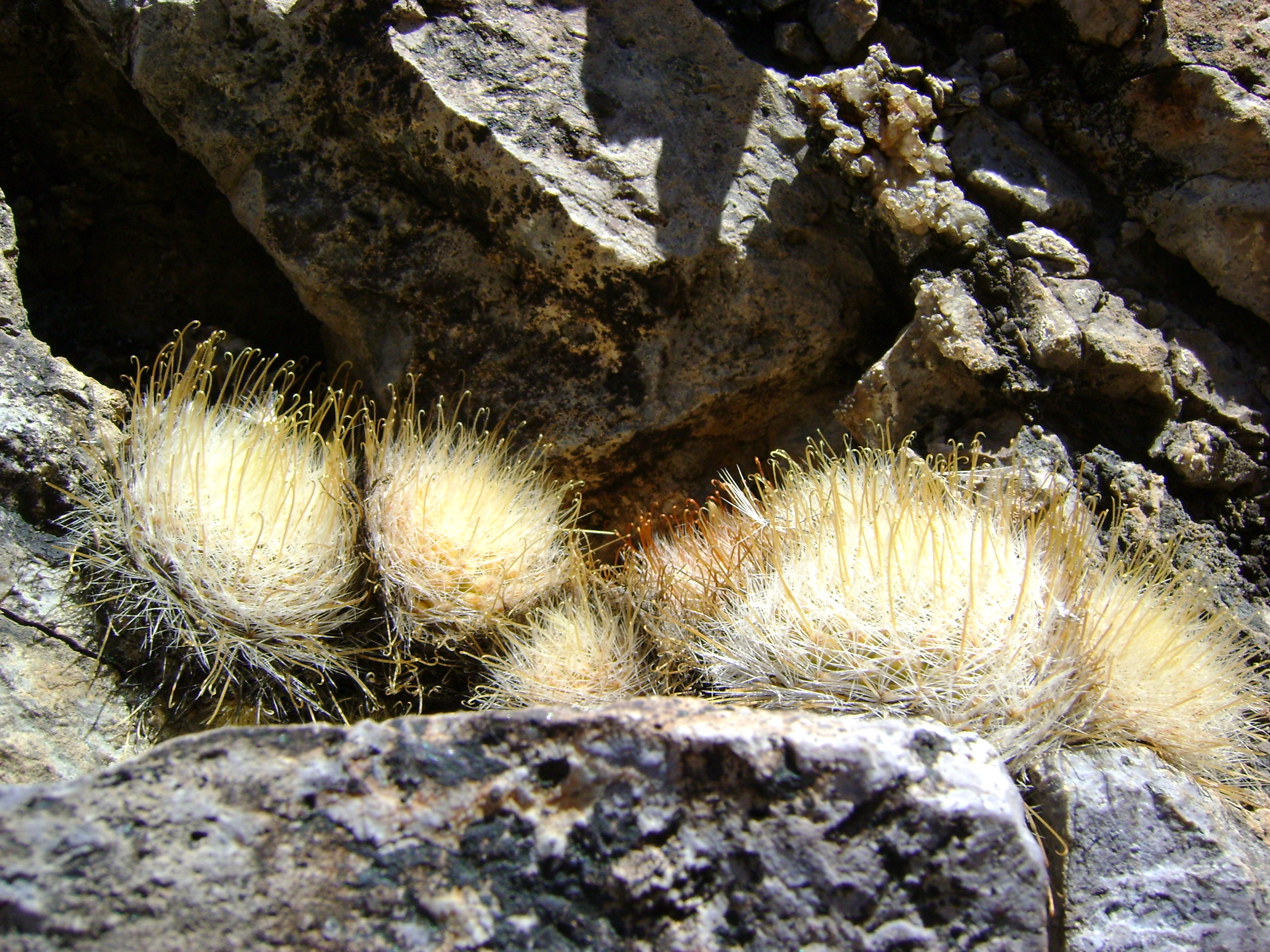
Mammillaria mercadensis у природних умовах

Вид вперше описаний мексиканським ботаніком, топографом і політиком Карлосом Патоні (1853—1918) у 1910 році у виданні ісп. «Boletin Comite Regional Estado Durango».

## Етимологія
Видова назва походить від назви місцевості Серро-де-Меркадо (ісп. Cerro de Mercado), де цей вид був зростає.

## Ареал і екологія
Mammillaria mercadensis є ендемічною рослиною Мексики. Ареал охоплює штати Дуранго, Халіско, Гуанахуато і Сакатекас. Рослини зростають на висоті від 1 800 до 2 400 метрів над рівнем моря на площі близько 20 000 км² серед вулканічних порід в напівпустелі.

## Опис
Рослина одиночна або кластеризується.
| Орган              | Опис |
| Коріння            | |
| Стебло             | приплюснуто-кулясте до кулястого, до 8 см в діаметрі.                                                                                            |
| Епідерміс          | оливково-зелений до темно-зеленого. |
| Маміли             | конічні до коротко-циліндричних, з молочним соком в основному під час цвітіння.                                                                  |
| Ареоли             | |
| Аксили             | без щетинок, з рідким пухом. |
| Центральні колючки | 1-7, шилоподібні, жовті до темно-червоних до червонувато-коричневих, з більш світлою основою, до 14 мм завдовжки, з одним, зрідка двома гачками. |
| Радіальні колючки  | 13-35, від білих до жовтих, варіабельно вкриті пушком, завдовжки 6-9 мм.                                                                         |
| Квіти              | варіабельні, дзвоноподібні, численні, від блідо-бузкових до бузкових, 10-20 мм заввишки і в діаметрі.                                            |
| Бутони             | |
| Зовнішні пелюстки  | |
| Внутрішні пелюстки | |
| Тичинки            | |
| Маточка            | |
| Плоди              | булавоподібні, червонувато-зелені. |
| Насіння            | коричнево-чорне, з рубчиками. |

## Близькі види

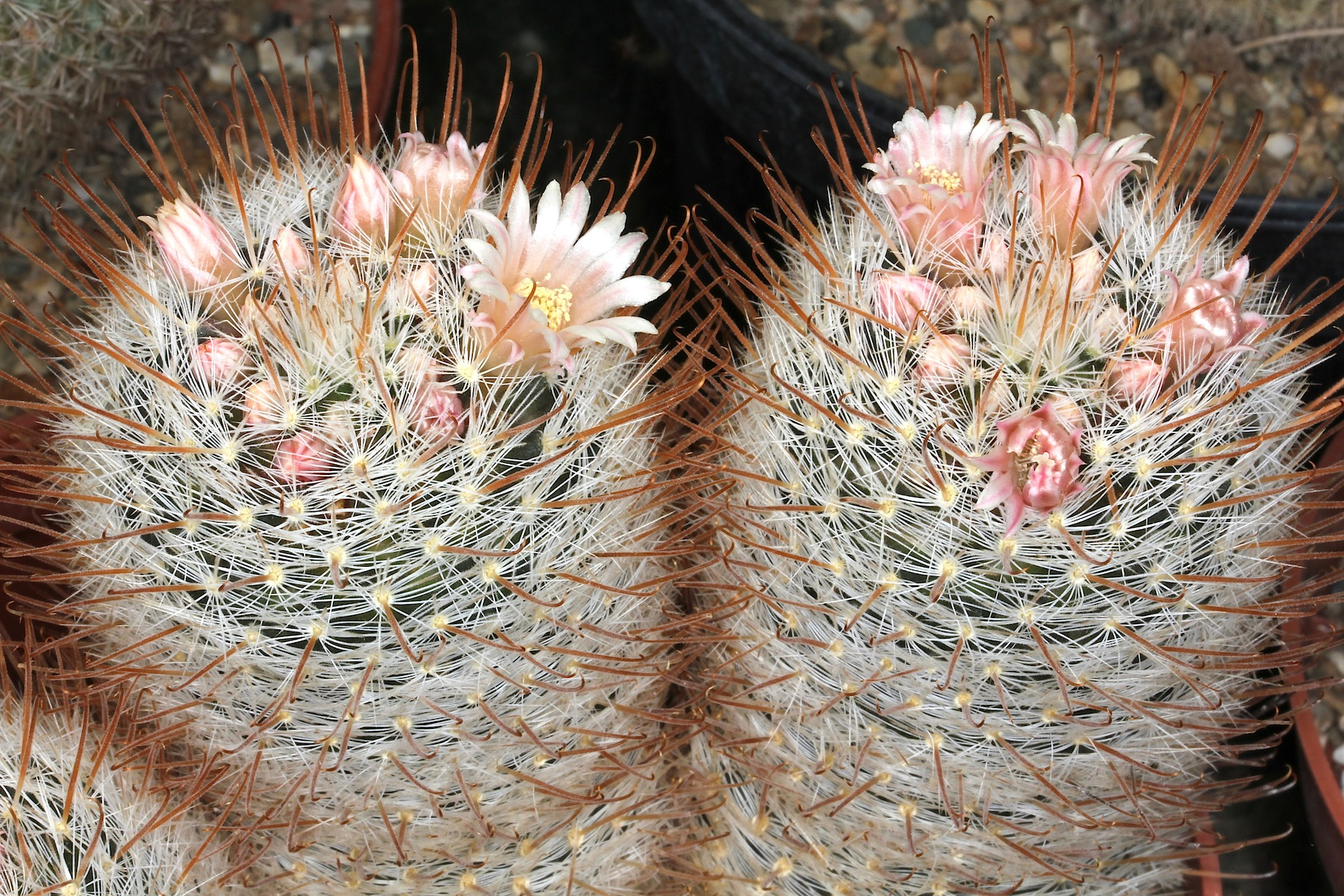
Mammillaria mercadensis з рожевими квітами в колекції

Американські ботаніки Волтер і Бетті Фіц-Моріси вважають, що Mammillaria berkiana, Mammillaria jaliscana, Mammillaria zacatecasensis і Mammillaria sinistrohamata є синонімами Mammillaria mercadensis, що значно розширює географію цього виду. Рослини, які протягом багатьох років зустрічаються в колекціях, схожі, крім забарвлення квіток та кількості і забарвлення центральних колючок, але ці характеристики часто дуже варіабельні. Однак, польові колекціонери постійно виділяють їх в окремі види, і Девід Річард Гант підтримує в якості надійних видів як Mammillaria mercadensis, так і Mammillaria jaliscana, прирівнюючи Mammillaria zacatecasensis як підвид до Mammillaria jaliscana. Mammillaria berkiana і Mammillaria sinistrohamata він залишає як умовно прийняті види, їх спорідненість невизначено, всі вони близько пов'язані. Джонас Люті визнає Mammillaria jaliscana (прирівнюючи Mammillaria berkiana і Mammillaria guillauminiana до цього виду), Mammillaria mercadensis (прирівнюючи Mammillaria zacatecasensis до нього), і Mammillaria sinistrohamata, (прирівнюючи Mammillaria brachytrichion, Mammillaria nazasensis і Mammillaria pennispinosa до цього виду). Едвард Фредерік Андерсон у своїй монографії «The Cactus Family» визнає Mammillaria jaliscana і Mammillaria mercadensis окремими видами.

## Чисельність, охоронний статус та заходи по збереженню
Mammillaria mercadensis входить до Червоного списку Міжнародного союзу охорони природи видів, з найменшим ризиком (LC).
Кількість дорослих рослин у природі оцінюється у 100 000, чисельність виду є стабільною, хоча деякі субпопуляції продовжують зменшуватись. Існуванню виду загрожує зменшення території і якості середовища існування та незаконний збір. Mammillaria mercadensis зростає як мінімум в одній природоохоронній території.
У Мексиці ця рослина занесена до національного переліку видів, що перебувають під загрозою зникнення, де вона включена до категорії «підлягають особливому захисту».
Охороняється Конвенцією про міжнародну торгівлю видами дикої фауни і флори, що перебувають під загрозою зникнення (CITES).

## Використання
Цей вид використовується як декоративний, часто зібраний з диких популяцій. Він призначений для комерційного вирощування для міжнародної торгівлі.

## Утримання в культурі
Mammillaria mercadensis в останні кілька років доступна, насіння з надійно документованих зборів регулярно з'являються у продажу. Забарвлення колючок варіюється від темно-бордово-червоного до солом'яно-жовтого. Це одна з найбільш повільно зростаючих представниць серії Stylothelae. Нерідко в культурі зростає протягом декількох років одиночним стеблом, потім починає розростатися, утворюючи маленьку колонію до 15 см діаметром.